# Gabrielle Cathala
Pour les articles homonymes, voir Cathala.
Gabrielle Cathala, née le 14 mai 1992 à Talence, est une femme politique française. Elle est élue députée de l'Assemblée nationale en juillet 2024 dans la sixième circonscription du Val-d'Oise sous l’étiquette LFI.

## Biographie
Gabrielle Cathala est née à Talence, près de Bordeaux, dans une famille de la classe moyenne. Sa mère est infirmière au CHU de Bordeaux et son père travaille dans le vin.
Diplômée en droit international et en droit pénal, Gabrielle Cathala s’est engagée dans l’humanitaire à la sortie de l’université.
À l’automne 2017, elle devient attachée humanitaire et chargée de mission à l’ambassade de France au Congo-Brazzaville.
Elle a également été chargée de mission en Haïti pour l’ONG française ACTED.
Sympathisante de La France insoumise, elle devient conseillère parlementaire du groupe LFI chargée du suivi de la commission des lois, puis secrétaire générale de ce même groupe après Clémence Guetté. Lors des élections législatives de 2022 dans le Val-d'Oise, Gabrielle Cathala est candidate, mais n'est pas élue. Elle est battue au second tour par sa prédécesseure avec moins de sept points d'écart.
Gabrielle Cathala est élue lors des élections législatives de juillet 2024 avec 43,64 % des voix dans la 6e circonscription du Val-d'Oise où elle est opposée au second tour dans une triangulaire à la candidate Estelle Folest de la liste Ensemble et à la candidate Rassemblement national Annika Bruna (23,31 % des voix),,. Cette circonscription bascule à gauche pour la première fois de son histoire.
En 2024, elle fait partie de la commission officieuse lancée par le groupe parlementaire LFI pour mesurer l'impact des Jeux Olympiques. Elle est chargée d'analyser ce qui concerne les libertés publiques. Dans la saisine du Défenseur des droits du 11 septembre 2024, Gabrielle Cathala dénonce concernant la période des jeux notamment des gardes à vue « arbitraires » ainsi que l'usage de la vidéosurveillance algorithmique qui violerait le droit au respect de la vie privée,.
En 2025, elle fait partie de l'équipage du navire Handala de la Coalition de la flottille de la Liberté pour mettre en cause le blocus naval israélien de Gaza et acheminer une aide humanitaire symbolique,.

## Détail des fonctions et mandats

### Mandats électifs
- À partir du 18 juillet 2024 : députée de la 6e circonscription du Val-d'Oise